# والتر گلاسکو
والتر گلاسکو (انگلیسی: Walter Glasgow؛ زادهٔ april ۱۹, ۱۹۵۷ (۶۷ سال)) ورزشکار اهل ایالات متحده آمریکا است.
وی در مسابقات کشوری و بین‌المللی در مجموع برندهٔ ۱ مدال نقره شده‌است.